# Santiago Jiménez Sr.
Santiago Jiménez Sr., noto anche come Don Santiago Jiménez, Sr. (San Antonio, 25 aprile 1913 – San Antonio, 18 dicembre 1984), è stato un fisarmonicista e compositore statunitense, pioniere della musica conjunto.
Fu avviato alla musica da suo padre Patricio. Iniziò a suonare la fisarmonica a otto anni e nel 1936 incise il suo primo disco, Dices Pescao/Dispensa el Arrempujon (Decca). Fu un successo e Jiménez diventò noto per il modo originale con cui suonava il tololoche, un contrabbasso di origine messicana che fu poi usato spesso nella musica conjunto. Registrò altri dischi per diverse etichette, tra cui la Imperial Records.
Continuò ad usare la fisarmonica a due file di bottoni anche dopo l'introduzione di nuove tecnologie nella costruzione di fisarmoniche, ciò contribuì a dare ai suoi dischi una tipica impronta tradizionale.
Negli anni '60 si trasferì a Dallas, dove diventò custode di una scuola. Nel 1976 fece parte del cast di musicisti del film documentario Chulas Fronteras del regista Les Blank, imperniato sul ruolo della musica Tex-Mex e Conjunto nella vita delle famiglie americane di origine messicana. Tornò a San Antonio nel 1977 e riprese la sua carriera musicale. Registrò alcuni dischi assieme a suo figlio Flaco, tra cui nel 1980 Santiago Jimenez con Flaco Jimenez y Juan Viesca, per la Arhoolie Records.
Morì a San Antonio all'età di 71 anni, lasciando la moglie Virginia e otto figli (sei maschi e due femmine). Due dei suoi figli, Flaco e Santiago Jiménez Jr., continuarono a suonare la musica conjunto secondo il suo inconfondibile stile tradizionale.
Nel 1993 Santiago Jiménez Sr. fu ammesso nella "Tejano Music Hall od Fame" e nel 2003 nella "Texas Conjunto Music Hall of Fame and Museum".